# Премия имени академика А. М. Люльки
Премия имени академика А. М. Люльки — отраслевая техническая премия в области авиационной техники, учрежденная в конце 1980-х годов коллективом конструкторов АО «А. Люлька-Сатурн» (ныне - ОКБ имени А. Люльки) в честь советского учёного, конструктора авиационных двигателей Архипа Михайловича Люльки.

## Статут
Является премией Международной ассоциации «Союз авиационного двигателестроения» (АССАД).
Премия имени академика А. М. Люльки присуждается ежегодно с 23 марта 2013 года в целях поощрения творческих коллективов за особые достижения в разработке, создании и освоении авиационной техники. Её соискателями могут быть как работники, так и коллективы объединения.
Премия имеет три степени: первую, вторую и третью.

## История
В конце 1980-х годов в АО «А. Люлька-Сатурн» была учреждена премия имени основателя фирмы, выдающегося советского авиаконструктора, академика, Героя Социалистического Труда Архипа Михайловича Люльки.
Премия имени академика А. М. Люльки ежегодно вручалась работникам предприятия, разработавшим и внедрившим принципиально новые, прорывные решения в области авиационного двигателестроения. Награждение проходило в торжественной обстановке и приурочивалось ко дню рождения А. М. Люльки. Большой честью для конструктора было носить на груди круглый значок с профилем академика Люльки. Так продолжалось вплоть до 1994 года, когда изменившаяся ситуация в России и на предприятии вынудила прервать эту традицию.
Вновь премия была учреждена 23 марта 2013 года — приказом Генерального конструктора - директора опытного конструкторского бюро имени А. Люльки. Тогда же был объявлен конкурс на соискание премии имени академика А. М. Люльки. С 2013 года такие конкурсы стали проводиться ежегодно.
Инженеры и конструкторы предприятий авиационной отрасли, а также трудовые коллективы стали активно принимать участие в конкурсах. Всем победителям в торжественной обстановке вручаются почётные нагрудные знаки, денежные премии и в трудовые книжки вносятся записи о присвоении звания «Лауреат премии имени А. М. Люльки».